# Санган
Санган (порт. Sangão)  —  муниципалитет в Бразилии, входит в штат Санта-Катарина. Составная часть мезорегиона Юг штата Санта-Катарина. Находится в составе крупной городской агломерации Агломерация Тубаран. Входит в экономико-статистический  микрорегион Тубаран. Население составляет 9883 человека на 2006 год. Занимает площадь 83,058 км². Плотность населения — 119,0 чел./км².

## История
Город основан 30 марта 1992 года.

## Статистика
- Валовой внутренний продукт на 2003 составляет 51.013.983,00 реалов (данные: Бразильский институт географии и статистики).
- Валовой внутренний продукт на душу населения на 2003 составляет 5.619,52 реалов (данные: Бразильский институт географии и статистики).
- Индекс развития человеческого потенциала на 2000 составляет 0,794 (данные: Программа развития ООН).

## География
Климат местности: субтропический. В соответствии с классификацией Кёппена, климат относится к категории Cfb.